# خاک‌سپهر
خاک‌سپهر یا پدوسفر (به انگلیسی: Pedosphere) (از واژۀ یونانی πέδον pedon به معنی «خاک» یا «زمین» و σφαίρα sfaíra به معنی «حوزه، فلک، سپهر»)، خارجی‌ترین لایهٔ زمین است که از خاک تشکیل‌شده و به فرایندهای تشکیل خاک مربوط است. خاک‌سپهر در ارتباط با سنگ‌کره، جو زمین، آب‌کره و زیست‌کره است. مجموع کلی تمام موجودات زنده، خاک و آب و هوا به عنوان خاک‌سپهر نامیده می‌شوند؛ خاک‌سپهر پوست کرهٔ زمین است و تنها زمانی توسعه پیدا می‌کند که تعاملی پویا بین جو (هوا در خاک و بالای آن)، زیست‌کره (موجودات زنده)، سنگ‌کره (ناسنگپوش و سنگ بستر) و آب‌کره (آب موجود در داخل، زیر و روی خاک) وجود داشته باشد. خاک‌سپهر پایه و اساس زندگی روی سیارهٔ زمین است.

## هوازدگی و انحلال مواد معدنی
به متلاشی‌شدن سنگ‌های پوستهٔ زمین به وسیله تماس مستقیم سطح زمین با هواکره، هوازدگی می‌گویند. فرایند تشکیل خاک تحت تأثیر هوازدگی شیمیایی مواد معدنی سیلیکات قرار دارد که با کمک فراورده‌های اسیدی گیاهان و موجودات زنده و همچنین اسید کربونیک جو امکان‌پذیر است. اسید کربنیک در اتمسفر و لایه‌های خاک طریق واکنش کربوناسیون تشکیل می‌شود.
این فرم غالب هوازدگی شیمیایی است و در تجزیهٔ مواد معدنی کربنات مانند کلسیت و دولومیت و مواد معدنی سیلیکات مانند فلدسپار کمک می‌کند. تجزیهٔ آلبیت توسط اسید کربنیک برای تشکیل خاک کائولینیت به شرح زیر است:
{\displaystyle \mathrm {2\ NaAlSi_{3}O_{8}+2\ H_{2}CO_{3}+9\ H_{2}O\longrightarrow 2\ Na^{+}+2\ HCO_{3}^{-}+4\ H_{4}SiO_{4}+Al_{2}Si_{2}O_{5}(OH)_{4}} }
نتایج این واکنش در این زمینه سطح بالای بی‌کربنات، یونهای سدیم و سیلیس در آب خواهد بود. تجزیهٔ مواد معدنی کربنات:
{\displaystyle \mathrm {CaCO_{3}+H_{2}CO_{3}\longrightarrow Ca^{2+}+2\ HCO_{3}^{-}} }

{\displaystyle \mathrm {CaCO_{3}\longrightarrow Ca^{2+}+CO_{3}^{2-}} }